# قلعة أرواد
قلعة أرواد هي قلعة سورية تقع في جزيرة أرواد بمحافظة طرطوس.

## تاريخ القلعة
شيدت القلعة وسط جزيرة أرواد على أنقاض معمورات كنعانية، ورممت خلال العصور التاريخية المتلاحقة كالعصر الآشوري والفرعوني والبابلي والفارسي واليوناني، وقاومت الرومان فترة طويلة، ثم احتلها العرب عام 640م واحتلها فرسان الهيكل أثناء حملات الفرنجة وبنوا فيها الأسوار والحصون، ونقشوا على بابها شعار لوزينيان الملكي، وحررها السلطان المملوكي قلاوون عام 1302م، ثم حولها الفرنسيون عند انتدابهم على سورية إلى سجن زجّوا فيه رجال الحركة الوطنية.
بعد استقلال سورية عام 1946 صارت قلعة أرواد متحفاً محلياً. وعلى الشاطئ الشرقي للجزيرة قلعة ساحلية تعرف باسم «البرج» أو «الحصن الأيوبي»، وعلى واجهة بابه نقش الشعار الحربي اللوسيني (شعار غي دي لوزينيان) أيام احتلال الفرنجة له.